# 11406 Ucciocontin
11406 Ucciocontin è un asteroide della fascia principale. Scoperto nel 1999, presenta un'orbita caratterizzata da un semiasse maggiore pari a 2,7720302 au e da un'eccentricità di 0,0630054, inclinata di 3,75977° rispetto all'eclittica.
L'asteroide è dedicato all'astronomo e farmacista Aurelio Contin, "Uccio" per gli amici.